# Шандорф
Шандорф (нім. Schandorf) — громада округу Оберварт у землі Бургенланд, Австрія.
Шандорф лежить на висоті  260 м над рівнем моря і займає площу  11,3 км². Громада налічує 283 мешканців. 
Густота населення 25/км².  
|                                  |
| Шандорф на мапі округу та землі. |

Бургомістом міста є Вернер Габріль. Адреса управління громади:  7472 Schandorf.

## Демографія
Історична динаміка населення міста за даними сайту Statistik Austria

## Виноски
1. ↑  Dauersiedlungsraum der Gemeinden Politischen Bezirke und Bundesländer - Gebietsstand 1.1.2018 — Статистичне управління Австрії.
2. ↑  Einwohnerzahl 1.1.2018 nach Gemeinden mit Status, Gebietsstand 1.1.2018 — Статистичне управління Австрії.
3. ↑  www.schandorf.at. Архів оригіналу за 1 березня 2022. Процитовано 11 квітня 2022.
4. ↑  Gemeindedaten von Schandorf. Архів оригіналу за 26 жовтня 2012. Процитовано 20 листопада 2013.

| Австрія | Це незавершена стаття з географії Австрії. Ви можете допомогти проєкту, виправивши або дописавши її. |